# Poblana ferdebueni
Poblana ferdebueni é uma espécie de peixe da família Atherinopsidae.
É endémica do México.